# Турецкий, Валериан Григорьевич
Валериа́н Григо́рьевич Туре́цкий (1909, село Грязи — 1942, Вязьма) — советский художник.

## Биография
Родился в 1909 в селе Грязи Липецкого уезда Тамбовской губернии. Учился в Саратове. Муж известной художницы Веры Ореховой, отец художницы Марины Турецкой. Учился у П. С. Уткина и П. В. Кузнецова. В своём кругу о нём говорили: молодой Левитан. Автор в основном этюдов, в которых обращают на себя внимание напряжённые поиски в области цвета. Очень красивые работы: ни с чем не сравнимый колорит русского пространства, Волга, Жигули… Этих мест уже не увидишь, они скрыты под гладью водохранилища. Волжская серия этюдов так и не воплотилась в полноформатные работы. В 1941 В. Турецкий добровольцем ушёл на фронт и больше не вернулся в городок художников на Масловке. Погиб в боях под Вязьмой, на подступах к Смоленску. Главные его работы остались ненаписанными.

## Работы находятся в собраниях
Основные работы художника — в частных коллекциях.

## Участие в выставках
- 2009 — «Папа, мама, Я» — Москва